# Andryala raguina
Andryala raguina là một loài thực vật có hoa trong họ Cúc. Loài này được L. mô tả khoa học đầu tiên.